# 孙君梅
孙君梅（1940年11月—），女，福建福州人，生于福建古田，中国体育工作者，曾任福建省妇女联合会副主任，第八、九届全国政协委员。